# Гамзу, Хаим
Гамзу Хаим (18 мая 1910, Зелёнка — 16 февраля 1982, Тель-Авив) — израильский театральный и художественный критик, искусствовед. Основатель Тель-Авивского музея изобразительных искусств.

## Биография
Родился в Зелёнке в семье Рахмиэля Гамзу и Муси Хуторецкой. В 1922 году семья Гамзу приехала в Эрец-Исраэль. Учился в гимназии «Герцлия», затем уехал во Францию, где продолжил образование в Сорбонне и Художественном институте в Париже. Изучал философию в Венском университете, где получил докторскую степень.
В 1939 году вернулся в Эрец-Исраэль и начал публиковать художественные и театральные рецензии в газете Га-Арец. В 1942 году стал штатным театральным обозревателем газеты, в которой, по его предложению, появилась постоянная рубрика «Вчера в театре», посвященная рецензиям на спектакли.
В 1962—1977 гг. был директором Музея современного искусства в Тель-Авиве. По его инициативе было построено новое здание музея.
В 1983 году в Израиле был учрежден фонд имени Гамзу, предназначенный для поддержки и развития новых художественных проектов.